# Camponotus carbo
Camponotus carbo é uma espécie de inseto do gênero Camponotus, pertencente à família Formicidae.

## Subespécies
- C. c. carbo
- C. c. occidentalis